# جیمی خوان
جیمی خوان (انگلیسی: Jimmy Juan؛ زادهٔ ۱۰ ژوئن ۱۹۸۳) بازیکن فوتبال اهل فرانسه است.
از باشگاه‌هایی که در آن بازی کرده‌است می‌توان به باشگاه فوتبال چسترفیلد، باشگاه فوتبال ایپسویچ تاون، و باشگاه فوتبال موناکو اشاره کرد.